# Голриз
Голриз (перс. غلريز‎) — село в сельском округе Такаб, в центральном районе округа Даргаз, провинция Хорасан-Резави, Иран. По переписи 2006 года его население составляло 101 человек в 26 семьях.
Местность вокруг Голриза холмистая на севере, но плоская на юге. Самая высокая точка поблизости находится на высоте 576 метров над уровнем моря, в 1,9 км к северу от Голриза.
В районе преобладает холодный степной климат. Среднегодовая температура в этом районе составляет 20 °C. Самый жаркий месяц — июль, когда средняя температура составляет 33 °C, а самый холодный — январь, когда 3 °C. Среднегодовое количество осадков составляет 416 миллиметров. Самый влажный месяц — март, когда выпадает в среднем 103 мм осадков, а самый сухой — август, когда выпадает 1 мм осадков.